# 角南友行
角南 友行（すなみ ともゆき、生没年不詳）は、安土桃山時代の武将。宇喜多氏の家臣。美作国英田郡江見荘の国人。角南伊賀守の子。兄弟に角南重義がいる。通称は覚右衛門、隼人。美作国英田郡の大畑城主。宇喜多秀家のもとでは1520石を知行。本丸御番衆の一人。
1579年の美作三星城攻め、1582年の備中高松城攻めなどに従軍した。宇喜多直家の死後は子の秀家に仕えて1520石を知行し、本丸御番衆の一人となる。1600年1月、戸川達安や宇喜多詮家らと共に、対立していた中村次郎兵衛を大坂で襲撃し、その後大坂の宇喜多邸に立て篭もるも、大谷吉継の斡旋で帰参する。しかし、関ヶ原の戦いへの従軍が許可されなかった事に憤り、再び宇喜多家を退去した。